# ناتاشا رنیه
ناتاشا رنیه (انگلیسی: Natacha Régnier؛ زادهٔ ۱۱ آوریل ۱۹۷۴) یک هنرپیشه اهل بلژیک است. وی از سال ۱۹۹۳ میلادی تاکنون مشغول فعالیت بوده‌است.
از فیلم‌ها یا برنامه‌های تلویزیونی که وی در آن نقش داشته است می‌توان به جعبه‌ها، سرمایه، حالت نیلی، فراتر از قانون اشاره کرد.

## جوایز
- جایزه بهترین بازیگر زن جشنواره فیلم کن (۱۹۹۸)
- جوایز فیلم اروپا بهترین بازیگر نقش اول زن (۱۹۹۸)